# Depth (Kryptologie)
Als depth (von engl. wörtlich „Tiefe“; Plural: depths; deutscher Fachbegriff: „Klartext-Klartext-Kompromittierung“, „Klartext-Klartext-Kompromiss“ oder kurz „in Phase“) werden in der Kryptanalyse zwei oder mehrere Geheimtexte bezeichnet, die mit demselben Schlüssel verschlüsselt worden sind.

## Geschichte
Dieser Ausdruck wurde insbesondere während des Zweiten Weltkriegs von britischen Codebreakers im englischen Bletchley Park (B.P.) beim erfolgreichen Bruch der deutschen Enigma- und Lorenz-Schlüsselmaschinen benutzt, die die deutsche Wehrmacht zur Verschlüsselung ihres geheimen Nachrichtenverkehrs einsetzte.

## Methode
In der Praxis trat dabei nicht selten der Fall auf, dass zwei vom britischen Y Service abgefangene Texte zwar nicht mit identischer Anfangsstellung der Chiffriermaschinen verschlüsselt worden waren, also bereits in depth waren, sondern mit unterschiedlichen Anfangsstellungen (beispielsweise der Schlüsselräder) der Maschinen, aber ansonsten gleichem Schlüssel. Die Texte sind dann (noch) nicht in depth, können aber durch geschicktes Verschieben passend zueinander justiert und so in depth gebracht werden. Dabei werden als Indiz Clicks beobachtet und ausgenutzt, also mehrfach wiederholt auftretende identische Zeichen oder Zeichengruppen in den Geheimtexten.
Die „phasenrichtige Ausrichtung“ zweier oder mehrerer Texte wird im Englischen als setting in depth bezeichnet. Man spricht anschließend von to be in depth, wenn dies gelungen ist. Texte, die in depth sind, werden in der deutschen Fachsprache als „phasengleich“ bezeichnet.

## Beispiel
In der Geschichte der Kryptographie gab es mehrere Fälle, in denen Geheimtexte, die in depth waren, zu deren Entzifferung oder sogar zur Bloßstellung des Chiffrierverfahrens führten. Ein berühmtes Beispiel ist das am 30. August 1941 von einem deutschen Nachrichtensoldaten von Athen nach Wien versendete Funkfernschreiben. Es handelte sich um eine mit dem Lorenz-Schlüssel-Zusatz SZ 40 verschlüsselte Nachricht, die der Empfänger in Wien nicht korrekt lesen konnte. Deshalb bat er in einer kurzen Klartextnachricht die Gegenstelle in Athen darum, die Sendung zu wiederholen. Dies geschah, was die Briten, die aufmerksam zuhörten, genau verfolgen konnten. Verbotenerweise benutzte der Funker in Athen dabei
den „verbrauchten“ Schlüssel erneut und, vermutlich aus Bequemlichkeit, gab er beim zweiten Mal den Klartext nicht identisch wie beim ersten Mal in den Fernschreiber ein, sondern leicht gekürzt. Somit waren die beiden nun unterschiedlichen Geheimtexte leicht phasenverschoben, aber ansonsten nahezu in depth. Dies erlaubte dem britischen Codebreaker John Tiltman (1894–1982) den entscheidenden ersten Einbruch in den SZ 40 und den Briten in der Folge die Entzifferung des deutschen Fernschreibverkehrs.